# Excision
Pour les articles homonymes, voir Excision (homonymie).
Une excision est, en chirurgie, l'ablation d'une partie de tissu biologique. 
Le terme est plus communément utilisé pour désigner les ablations du clitoris ou des petites lèvres. C'est l'une des formes de mutilations génitales féminines (MGF).

## Acte chirurgical
En médecine, le mot ablation désigne le retrait de tissu biologique, généralement par traitement chirurgical.

## Mutilations génitales féminines
L'excision du clitoris seul, qu'elle concerne tout ou partie du capuchon ou du gland du clitoris (la partie supérieure du clitoris) est appelée clitoridectomie. La mutilation est illégale dans la plupart des pays du monde. De nombreuses organisations militent pour son abolition mondiale. L'excision présente plusieurs variantes qui diffèrent par l’étendue de l’ablation et les pratiques annexes.